# Lukoyanovsky (huyện)
Huyện Lukoyanovsky (tiếng Nga: ? райо́н) là một huyện hành chính tự quản (raion), của Tỉnh Nizhny Novgorod, Nga. Huyện có diện tích 1885 km², dân số thời điểm ngày 1 tháng 1 năm 2000 là 34400 người. Trung tâm của huyện đóng ở Lukoyanov.